# Furie (roman)
 (décembre 2023).
La mise en forme du texte ne suit pas les recommandations de Wikipédia : il faut le « wikifier ».
Les points d'amélioration suivants sont les cas les plus fréquents :
- Les titres sont pré-formatés par le logiciel. Ils ne sont ni en capitales, ni en gras.
- Le texte ne doit pas être écrit en capitales (les noms de famille non plus), ni en gras, ni en italique, ni en « petit »…
- Le gras n'est utilisé que pour surligner le titre de l'article dans l'introduction, une seule fois.
- L'italique est rarement utilisé : mots en langue étrangère, titres d'œuvres, noms de bateaux, etc.
- Les citations ne sont pas en italique mais en corps de texte normal. Elles sont entourées par des guillemets français : « et ».
- Les listes à puces sont à éviter, des paragraphes rédigés étant largement préférés. Les tableaux sont à réserver à la présentation de données structurées (résultats, etc.).
- Les appels de note de bas de page (petits chiffres en exposant, introduits par l'outil «  Source ») sont à placer entre la fin de phrase et le point final[comme ça].
- Les liens internes (vers d'autres articles de Wikipédia) sont à choisir avec parcimonie. Créez des liens vers des articles approfondissant le sujet. Les termes génériques sans rapport avec le sujet sont à éviter, ainsi que les répétitions de liens vers un même terme.
- Les liens externes sont à placer uniquement dans une section « Liens externes », à la fin de l'article. Ces liens sont à choisir avec parcimonie suivant les règles définies. Si un lien sert de source à l'article, son insertion dans le texte est à faire par les notes de bas de page.
- La présentation des références doit suivre les conventions bibliographiques. Il est recommandé d'utiliser les modèles {{Ouvrage}}, {{Chapitre}}, {{Article}}, {{Lien web}} et/ou {{Bibliographie}}. Le mode d'édition visuel peut mettre en forme automatiquement les références.
- Insérer une infobox (cadre d'informations à droite) n'est pas obligatoire pour parachever la mise en page.

Pour une aide détaillée, merci de consulter Aide:Wikification.
Si vous pensez que ces points ont été résolus, vous pouvez retirer ce bandeau et améliorer la mise en forme d'un autre article.
Fury, publié en 2001, est le septième roman de Salman Rushdie. Rushdie dépeint la ville de New York contemporaine comme l’épicentre de la mondialisation et de tous ses défauts tragiques,.

## Résumé de l’intrigue
Malik Solanka, un millionnaire formé à Cambridge et originaire de Bombay, cherche à s’évader de lui-même. Au début, il s’échappe de sa vie académique en s’immergeant dans le monde des miniatures (après être tombé amoureux des maisons miniatures exposées au Rijksmuseum d’Amsterdam), créant finalement une marionnette appelée « Little Brain » et quittant l’académie pour la télévision.
Cependant, l’insatisfaction face à la popularité croissante de « Little Brain » sert à enflammer des démons plus profonds dans la vie de Solanka, ce qui entraîne le meurtre évité de justesse de sa femme et de son enfant. Pour s’échapper, Solanka se rend à New York, dans l’espoir de se perdre et de perdre ses démons en Amérique, mais il est forcé de se confronter à lui-même.

## Pour aller plus loin
- Brouillette, Sarah. « La paternité comme crise dans « Furie » de Salman Rushdie », Sage Publications, (2005)
- Eder, Richard. « La bête en moi : critique de Fury par Salman Rushdie » New York Times, (2001).
- Gonzalez, Madelena. « États-Unis de la banane (2011), Elizabeth Costello (2003) et Fury (2001) : portrait de l’écrivain comme le « mauvais sujet » de la mondialisation. » Études britanniques contemporaines. Revue de la Société dʼétudes anglaises contemporaines 46 (2014).
- Zucker, David J. « Furie rencontre et salue le théâtre du sabbat : l’hommage de Salman Rushdie à Philip Roth. » Philip Roth Studies 9, n° 2 (2013) : 85-90.
- Zimring, Rishona. « Le cosmopolite passionné dans « Furie » de Salman Rushdie. » Revue d’écriture postcoloniale 46, n° 1 (2010) : 5-16.